# Conus capreolus
Conus capreolus е вид охлюв от семейство Conidae.

## Разпространение
Този вид е разпространен в Бангладеш, Индия (Андхра Прадеш, Западна Бенгалия и Ориса), Мианмар и Тайланд.